# جوناثان بورليه
جوناثان بورليه (بالإنجليزية: Jonathan Borlée)‏ هو عداء مسافات قصيرة بلجيكي ولد في يوم 22 فبراير 1988 في بلدة فولوف سانت لامبرت في بلجيكا، جوناثان هو أحد أشقاء بورليه والمكونين من كيفن بورليه وديلان بورليه وأوليفيا بورليه أبناء جاك بورليه وألذين أصبحوا ممثلي بلجيكا في سباقات ال400 متر، أبرز إنجاز له هو تحقيقه الميدالية الفضية في بطولة العالم لألعاب القوى داخل الصالات 2010 في الدوحة في قطر مع الفريق البلجيكي في سباق 4×400 متر.

## روابط خارجية
- جوناثان بورليه على موقع الاتحاد الدولي لألعاب القوى (الإنجليزية)
- جوناثان بورليه على موقع الدوري الماسي (الإنجليزية)
- جوناثان بورليه على موقع اللجنة الأولمبية الدولية (الإنجليزية)
- جوناثان بورليه على موقع أوليمبيديا (الإنجليزية)
- جوناثان بورليه على موقع اللجنة الأولمبية البلجيكية (الهولندية)